# 1695
Évszázadok: 16. század – 17. század – 18. század
Évtizedek: 1640-es évek – 1650-es évek – 1660-as évek – 1670-es évek – 1680-as évek – 1690-es évek – 1700-as évek – 1710-es évek – 1720-as évek – 1730-as évek – 1740-es évek
Évek: 1690 – 1691 – 1692 – 1693 –  1694 – 1695 – 1696 – 1697 – 1698 – 1699 – 1700

## Események

### Határozott dátumú események
- január 12. – A török őrség feladja Gyula várát a Szent Liga csapatai előtt.
- július 14. – Kollonich Lipót lesz az esztergomi érsek.
- szeptember 21. – A szultáni fősereg Lugosnál megsemmisíti az Erdély védelmére rendelt császári sereget.[1]

### Határozatlan dátumú események
- az év folyamán – A megszállt török terület visszaszorul a Tisza–Maros közére.[2]

## Az év témái

### 1695 az irodalomban
- Kolozsváron megjelent az első nyomtatott magyar szakácskönyv Misztótfalusi Kis Miklós kiadásában.[3]

### 1695 a jogalkotásban
- Angliában bevezetik az ablakadót.

## Születések
- március 16. – Christian Hilfgott Brand német-osztrák festő († 1756)
- április 14. – Pietro Guarneri, olasz hangszerkészítő († 1762)
- június 24. – ifjabb Martin van Meytens, flamand származású svéd portréfestő, aki főleg Bécsben alkotott († 1770)
- augusztus 17. – Gustaf Lundberg, svéd festő († 1786)
- szeptember 10. – Johann Lorenz Bach, német zeneszerző († 1773)

## Halálozások
- február 6. – II. Ahmed, az Oszmán Birodalom 22. szultánja (* 1643)
- február 18. – Széchényi György esztergomi érsek (* 1605/1606)
- február 20. – Johann Ambrosius Bach német zenész, Johann Sebastian Bach apja (* 1645)
- április 13. – Jean de La Fontaine francia író (* 1621)
- július 8. – Christiaan Huygens holland matematikus és fizikus (* 1629)
- november 21. – Henry Purcell angol zeneszerző (* 1659)

## Európai időjárás
December elejétől márciusig kemény tél, mély hó. Európa legnagyobb részén befagytak a folyók és a tavak. A Boden-tó és a Zürichi-tó befagyott.